# Asura (budismo)

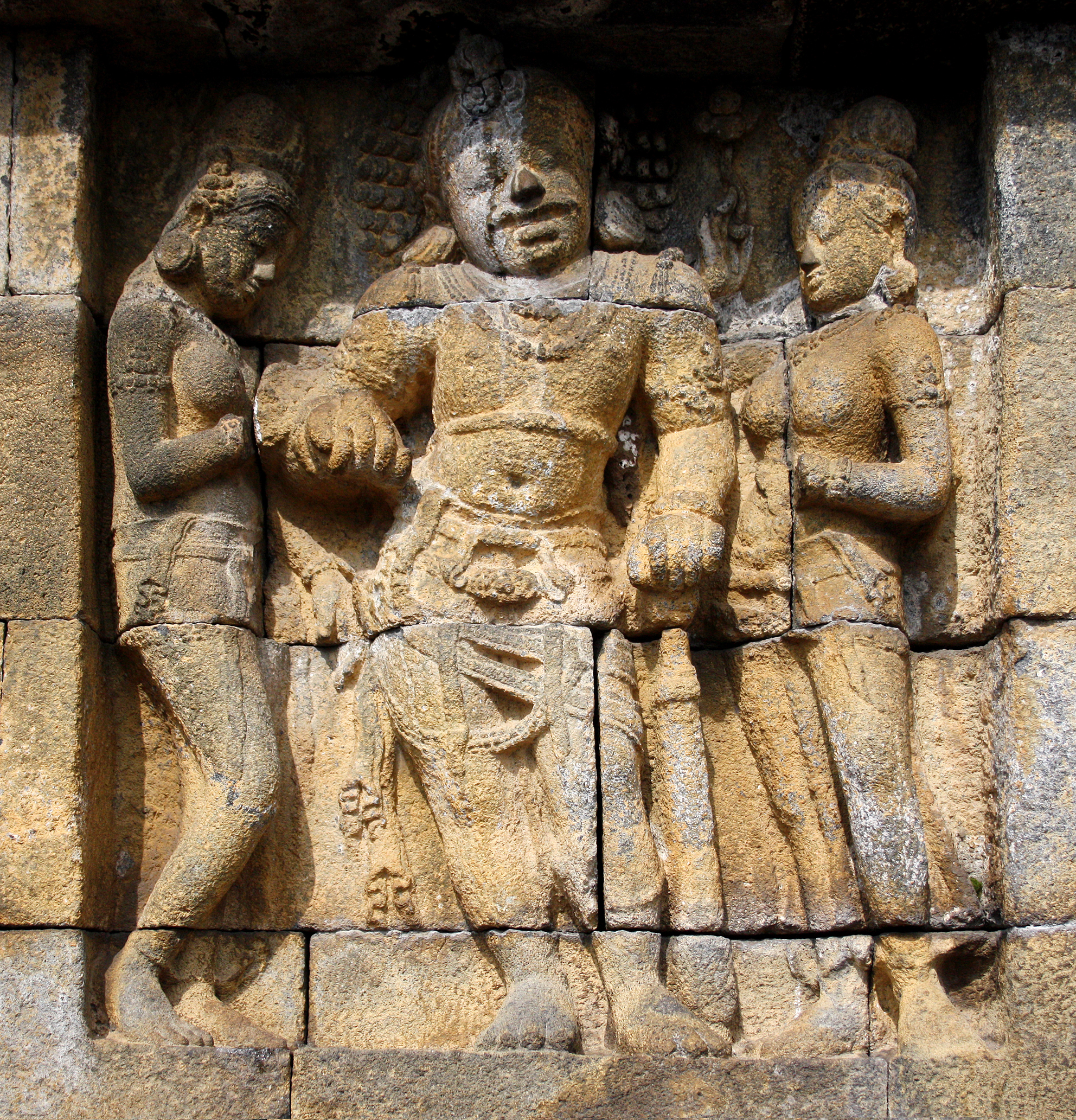
Um dvarapala (guardião) Asura gigante flanqueado por duas 'apsarás num baixo-relevo de Borobudur, um templo budista do século VIII em Java, Indonésia

No budismo, um asura (em sânscrito: असुर; em páli: असुरो) é um semideus, de certa forma equivalente a um titã, do  Kāmadhātu (mundo ou universo do desejo), com três cabeças com três faces em cada uma delas e quatro ou seis braços.

## Origens e etimologia
Os asuras budistas derivam em grande medida dos malvados asuras do hinduísmo, mas estão associados a mitos distintivos que só se encontram em textos budistas. No contexto budista, o termo é por vezes traduzido como "titã" (sugerindo as guerras entre esses seres e os deuses gregos), "semideus" ou "anti-deus".

## Caraterísticas dosasuras
Embora todos os deuses do Kāmadhātu estejam de alguma forma sujeitos às paixões, os asuras distinguem-se de todos os outros por terem adquirido uma adicção pelas paixões, especialmente a ira, orgulho, inveja, falsidade, gabaralice e conflituosidade.
Devido às suas paixões, o renascimento como um asura é considerado um dos nascimentos tristes, juntamente com o renascimento como um animal, uma preta (outro ser mitológico) ou uma criatura do Naraca (inferno ou purgatório). O estado dum asura reflete o estado mental de um ser humano obcecado pelo ego, força e violência, constantemente procurando um pretexto para lutar, sempre zangado com toda a gente e incapaz de manter a calma ou resolver problemas pacificamente.
Os seres podem ir para a forma de asura porque na sua forma humana tinham boas intenções mas cometeram más ações, como ferirem ou prejudicarem outros.
Zhiyi, filósofo budista chinês do século VI, escreveu acerca dos asuras: «Desejam sempre ser superiores aos outros, não tendo paciência para inferiores e menosprezando estranhos; como um falcão, voando alto e olhando os outros de cima, e, no entanto, exibindo justiça, culto, sabedoria e fé [...] »
Diz-se que os asuras experimentam uma vida muito mais aprazível do que os humanos, mas são atormentados pela inveja dos devas, que eles só conseguem ver do mesmo modo que os animais vêm os humanos. Porém, os asuras de alguns mundos inferiores, são malévolos (como o corruptor Mara) e podem ser referidos como demónios. Podem também ser chamados alternativamente Rakshasas.
Em termos de poderes, os asuras estão num nível superior aos humanos mas abaixo da maior parte das outras divindades. Vivem na área do sopé do monte Sumeru, pelo menos parcialmente no mar que o rodeia.
Na imagem cósmica popular da Bhavacakra (representação da Samsara), os asuras são por vezes representados com o sexto estágio da existência, por vezes agrupados com os devas. Alegadamente, originalmente só eram representados cinco estágios e a adição do sexto, dos asuras, foi feito no Tibete por ordem de Je Tsongkhapa (séculos XIV-XV).[carece de fontes?]
Os líderes dos asuras são chamados asurendra (em páli: Asurinda; "Asura-senhor"). Há vários asurendras pois os asuras estão divididos em várias tribos ou fações. Uma delas é a dos portadores de arco Dānaveghasa Asuras e os Kālakañjakas de faces medonhas. Os principais líderes são Vemacitrin (Vepacitti), Rāhu (também chamado Veroca ou Verocana) e Pahārāda.

## Mitos dosasuras

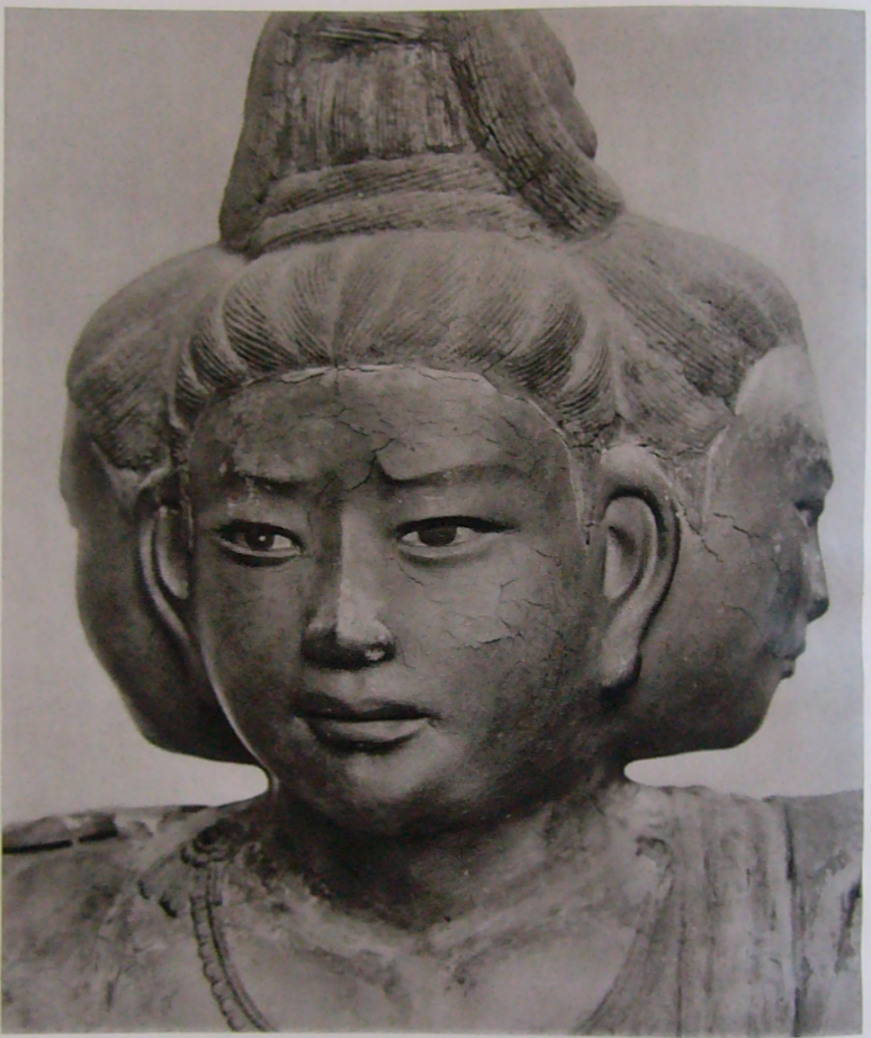
Asura no templo de Kofuku-ji, Nara, Japão

No passado os asuras viviam no mundo Trāyastriṃśa do cume do Sumeru com outros deuses daquele mundo. Quando Śakra se tornou o governante daquele mundo, os asuras celebraram bebendo imenso vinho gandapāna, um licor tão forte que Śakra proibiu os outros deuses do beberem. Enfraquecidos pela sua embriaguez, os asuras não conseguiram resistir quando Śakra atirou a maior parte deles da borda de Trāyastriṃśa para o que se tornaria o mundo asura, na parte inferior do Semeru. Nesse local cresce uma árvore chamada Cittapātali; quando os asuras a viram em flor, viram que era diferente da árvore Pāricchattaka (em sânscrito: Pāriyātra) que crescia na sua antiga pátria e perceberam que tinham sido expulsos.
Começaram então a pensar em guerra. Equipados com armaduras e armas, escalaram as encostas íngremes do Sumeru "como formigas". Śakra saiu para ir ao seu encontro, mas foi forçado a retirar devido ao grande número de asuras. Ao passar pela floresta onde vivem os garudas na sua carroça voadora, Śakra reparou que a sua passagem estava a destruir os ninhos dos garudas e ordenou ao seu carroceiro Mātali que desse meia volta. Quando os asuras em perseguição viram Śakra virar, tiveram a certeza de que ele devia vir com um exército ainda maior e fugiram, abandonando o terreno que tinham ganho.
Apesar das suas muitas guerras, acabou por se alcançar um acordo parcial entre os deuses de Trāyastriṃśa e os asuras.  Isso ocorreu porque Śakra se apaixonou por Sujā, filha do chefe asura Vemacitrin. Este tinha concedido a Sujā o direito de escolher o seu próprio marido e ela escolheu Śakra, que se tinha aproximado dela disfarçado de velho asura. Vemacitrin tornou-se desse modo sogro de Śakra.